# Roll with It (Steve-Winwood-Lied)
Roll with It ist ein Lied von Steve Winwood aus dem Jahr 1988, das von ihm und Will Jennings geschrieben wurde. Es erschien auf dem gleichnamigen Album.

## Geschichte
Im Text geht es darum, dass man, auch wenn einiges schiefläuft, nicht den Kopf hängen lassen soll und einfach weitermachen. Die Musikrichtungen sind Pop-Rock und Blues. Die Veröffentlichung der Single fand im Mai 1988 statt.
Die Broadcast Music Incorporated schrieb den Titel dem Songwriter-Trio Holland–Dozier–Holland zusätzlich zu, da auch Ähnlichkeiten mit dem Jr. Walker-Klassiker (I’m a) Road Runner aus dem Jahr 1966 zu hören sind.
Das Lied wurde bei den Grammy Awards 1989 für zwei Kategorien nominiert: Single des Jahres und Beste männliche Gesangsdarbietung – Pop, unterlag jedoch in beiden Kategorien: Don’t Worry, Be Happy von Bobby McFerrin.

## Musikvideo
Das Musikvideo spielt in einem Lokal, in dem Steve Winwood das Lied vorträgt und alle Besucher dazu tanzen.

## Chartplatzierungen
| ChartsChartplatzierungen       | Höchstplatzierung | Wochen |
| ------------------------------ | ----------------- | ------ |
| Deutschland (GfK)              | 53 (9 Wo.)        | 9      |
| Vereinigte Staaten (Billboard) | 1 (18 Wo.)        | 18     |
| Vereinigtes Königreich (OCC)   | 53 (5 Wo.)        | 5      |

| ChartsJahrescharts (1988)      | Platzierung |
| ------------------------------ | ----------- |
| Vereinigte Staaten (Billboard) | 10          |

## Coverversionen
- 1999: Richard Marx